# Mercedes D.IVa
Il Mercedes D.IVa era un motore aeronautico a sei cilindri in linea raffreddato a liquido prodotto dall'azienda tedesca Daimler-Motoren-Gesellschaft nel 1917.
Il D.IVa è stato realizzato per sostituire nella fascia 200 - 299 PS (Gruppe IV) il precedente e fallimentare Mercedes D.IV a 8 cilindri. A differenza dei motori tedeschi del periodo, il D.IVa si caratterizzava per alcune peculiarità tecniche d'avanguardia, come la distribuzione a singolo albero a camme in testa che azionava 4 valvole per cilindro. Inoltre il motore era stato progettato per essere installato nella fusoliera con una particolare attenzione agli ingombri trasversali. A questo riguardo il carburatore, normalmente montato su un lato, in questo caso era stato spostato dietro al motore, collegandolo ai cilindri con un lungo tubo che ricopriva la funzione di collettore di aspirazione, soluzione che però aveva lo svantaggio di non distribuire in maniera omogenea la miscela aria-benzina destinata alle camere di scoppio.
Ne vennero prodotte due versioni, praticamente identiche, che si differenziavano solo nel senso di rotazione, da utilizzare nei velivoli bimotori per controbilanciare la coppia delle eliche.

## Velivoli utilizzatori
Impero tedesco -  Germania
- AEG G.III
- AEG G.IV
- AEG R.I
- Albatros C.X
- Albatros C.XII
- Albatros C.XV
- Friedrichshafen G.III
- Gotha G.III
- Gotha G.IV
- Gotha G.V
- Linke-Hofmann R.I
- Rumpler C.IV
- Zeppelin-Staaken R.VI